# Hemiacridinae
Sous-famille
Les Hemiacridinae sont une sous-famille d'insectes orthoptères de la famille des Acrididae.

## Distribution
Les espèces de cette sous-famille se rencontrent en Afrique et en Asie.

## Liste des genres
Selon Orthoptera Species File (30 octobre 2018) :
- tribu des Dirshacrini Spearman, 2013
  - genre Dirshacris Brown, 1959
  - genre Euloryma Spearman, 2013
  - genre Hemiloryma Brown, 1973
  - genre Labidioloryma Grunshaw, 1986
- tribu des Gergisini Dirsh, 1962
  - genre Gergis Stål, 1875
  - genre Malagasacris Rehn, 1944
  - genre Morondavia Dirsh, 1962
  - genre Pachyceracris Dirsh, 1962
- tribu des Hemiacridini Dirsh, 1956
  - genre Hemiacris Walker, 1870
  - genre Hemipristocorypha Dirsh, 1952
  - genre Pristocorypha Karsch, 1896
- tribu des Hieroglyphini Bolívar, 1912
  - genre Hieroglyphodes Uvarov, 1922
  - genre Hieroglyphus Krauss, 1877
  - genre Parahieroglyphus Carl, 1916
- tribu des Leptacrini Johnston, 1956
  - genre Acanthoxia Bolívar, 1906
  - genre Leptacris Walker, 1870
  - genre Meruana Sjöstedt, 1910
  - genre Sudanacris Uvarov, 1944
- tribu des Mesopserini Otte, 1995
  - genre Mesopsera Bolívar, 1908
  - genre Xenippa Stål, 1878
  - genre Xenippacris Descamps & Wintrebert, 1966
- incertae sedis
  - genre Calamippa Henry, 1940
  - genre Clonacris Uvarov, 1943
  - genre Euthymia Stål, 1875
  - genre Galideus Finot, 1908
  - genre Glauningia Ramme, 1929
  - genre Hysiella Bolívar, 1906
  - genre Kassongia Bolívar, 1908
  - genre Limnippa Uvarov, 1941
  - genre Lopheuthymia Uvarov, 1943
  - genre Onetes Rehn, 1944
  - genre Oraistes Karsch, 1896
  - genre Paulianiobia Dirsh & Descamps, 1968
  - genre Proeuthymia Rehn, 1944
  - genre Pseudoserpusia Dirsh, 1962
  - genre Siruvania Henry, 1940
  - genre Willemsella Miller, 1934
  - genre Xenippella Kevan, 1966
  - genre Xenippoides Chopard, 1952

## Publication originale
- Dirsh, 1956 : The phallic complex in Acridoidea (Orthoptera) in relation to taxonomy. Transactions of the Royal Entomological Society of London, vol. 108, no 7, p. 223-356.